# Пасау
Пасау је универзитетски град у Немачкој. Налази се у савезној држави Баварска, на крајњем југоистоку, т. ј. на граници са Аустријом. Код Пасауа се реке Ин и Илц уливају у реку Дунав.
Град има око 50.000 становника. Од тог броја, око 10.000 су студенти. Посједује регионалну шифру (AGS) 9262000.

## Географски и демографски подаци
Град се налази на надморској висини од 294–447 метара. Површина општине износи 69,6 km².

## Становништво
У самом граду је, према процјени из 2010. године, живјело 50.717 становника. Просјечна густина становништва износи 729 становника/km².

## Историја
Пасау је био насеље у доба Римског царства под именом Батавис (лат. Batavis), што је значило „за Батаве“. Батави су били древно германско племе помињани у многим хроникама тог времена.
У другој половини 5. века, Свети Северин је овде основао манастир. Ирски монах свети Бонифације је у овом месту 739. основао бискупију која је дуго била највећа у целој Немачкој.
Уговор из Пасауа, склопљен 1552, из времена Карла V и верских ратова противреформације, био је увод у Аугзбуршки мир из 1555.
У доба ренесансе и касније, Пасау је био један од главних центара у Немачкој за израду мачева и оружја. Оружје произведено у Пасауу имало је утиснут лик вука са градског грба, за кога су многи веровали да даје посебну моћ оружју.
Од 1892. до 1894. Адолф Хитлер је живео у граду Пасау са породицом. Током 1920-их одржао је 4 говора у граду.

## Међународна сарадња
| Мјесто            | Држава    | Врста сарадње | Од    |
| ----------------- | --------- | ------------- | ----- |
| Кремс             | Аустрија  | партнерство   | 1975. |
| Линц              | Аустрија  | пријатељство  | 2008. |
| Лијучу            | Кина      | партнерство   | 2001. |
| Ефердинг          | Аустрија  | партнерство   | 1999. |
| Монтекио Мађоре   | Италија   | партнерство   | 2003. |
| Веспрем           | Мађарска  | партнерство   | 2000. |
| Хакенсак          | САД       | партнерство   | 1952. |
| Акита             | Јапан     | партнерство   | 1984. |
| Кањ на Мору       | Француска | партнерство   | 1973. |
| Малага            | Шпанија   | партнерство   | 1987. |
| Чешке Будјејовице | Чешка     | партнерство   | 1993. |
| Извор             |           |               |       |